# José González Castro
José González Castro, alias «Crotontilo» (Fermoselle, Zamora, 1862 - Béjar, Salamanca, 1923), fue un médico, escritor, periodista e inspector de trabajo español.

## Biografía
José González Castro nació en Fermoselle en 1862. Estudió en la facultad de medicina de la universidad de Salamanca. Durante sus años de estudiante formó parte de la redacción de periódicos como La Concordia o El Adelanto de Salamanca bajo el alias “Crotontilo”. En 1890 obtuvo la licenciatura en medicina y cirugía.
Tras su graduación González se dedicó a la medicina en poblaciones rurales como Pitiegua, La Abadía, Villamesías, Guijo de Santa Bárbara o Mirabel. Durante su etapa como médico rural siguió colaborando con El Adelanto donde publicó numerosos artículos y novelas por entregas como Sol o Manolito. También publicó artículos médicos en revistas científicas como La Regeneración Médica, El Porvenir o Revista de medicina y cirugía prácticas. Algunos de sus artículos fueron traducidos y publicados en The Medical and surgical journal y premiados por la revista médica parisina Le Correspondent Medical.
En 1899 publicó Briznas, veintiún relatos de José González Castro, una compilación de historias cortas. En 1908 González se trasladó a Béjar. Fue nombrado “Inspector provincial de trabajo en Salamanca” y al año siguiente “Inspector regional de trabajo”. En 1911 publicó recomendaciones para evitar enfermedades comunes entre obreros de minas, tejares y cerámicas. Las recomendaciones fueron distribuidas por minas y talleres de cerámica por el Instituto de trabajo.
González compartió una larga amistad con el poeta Gabriel y Galán. En 1915 publicó El Epistolario de Galán en El Adelanto, una serie de cartas del poeta al médico. González murió en Béjar en 1923.

## Obras
- Briznas, veintiún relatos de José González Castro (1899).[11]
- Ensayo de una higiene de la inteligencia (1900). Premio Calvo de la Real Academia de Medicina.[12]
- Estudio clínico de la epidemia de fiebre tifoidea en Guijo de Santa Bárbara (1901). Premio de la Academia de Medicina y Cirugía de Barcelona.[13]
- Las Jurdes (1903)[14]
- Memoria sobre la Diabetes (1907). Premiada por la Sociedad de Higiene de Barcelona.[15]
- Causas que debilitan el desarrollo de la pubertad. (1907) Premio de la Sociedad Española de Higiene.[16]
- El trabajo de la mujer en la industria (1913). Premio de la Sociedad Española de Higiene.[17]
- Cartilla higiénica del obrero y su familia (1916). Premio Balmes de la Sociedad Española de Higiene.[18]
- El trabajo de la infancia en España (1917).[19]
- La obrera de la aguja (1921).[20]
- La Coima (novela)[21][22]